# 林敬
林敬（？—？），字確成，號成斋，福建漳州府漳浦縣十七都佛昙港头村人，民籍，明朝政治人物。

## 生平
嘉靖二十八年（1549年）己酉科順天府鄉試第二十八名舉人。嘉靖三十二年（1553年）中式癸丑科會試第四十四名，二甲第九十六名進士。大理寺观政，授工部主事，降调浙江布政司经历，历升常州府通判、大名府同知，升郎中，出爲湖广长沙府知府。四十三年闰二月科道纠拾罢职。

## 家族
黛峰林氏六世。曾祖林用碩，封南京戶部員外郎；祖父林表，知府；父林賁，母趙氏。兄林敷（监生）、林敏（生员）、弟林效（监生）、林牧、林敕（生员）。